# 鏟球

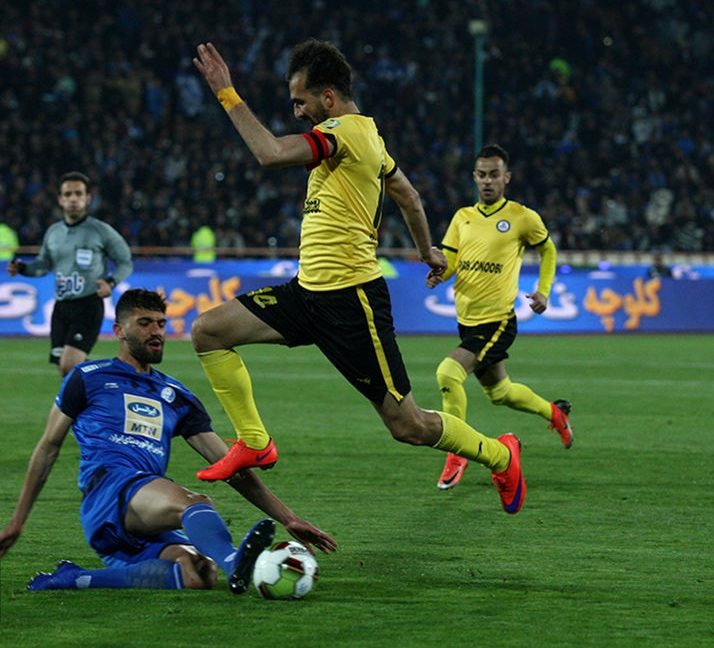
穿蓝色球衣的球员正在鏟球

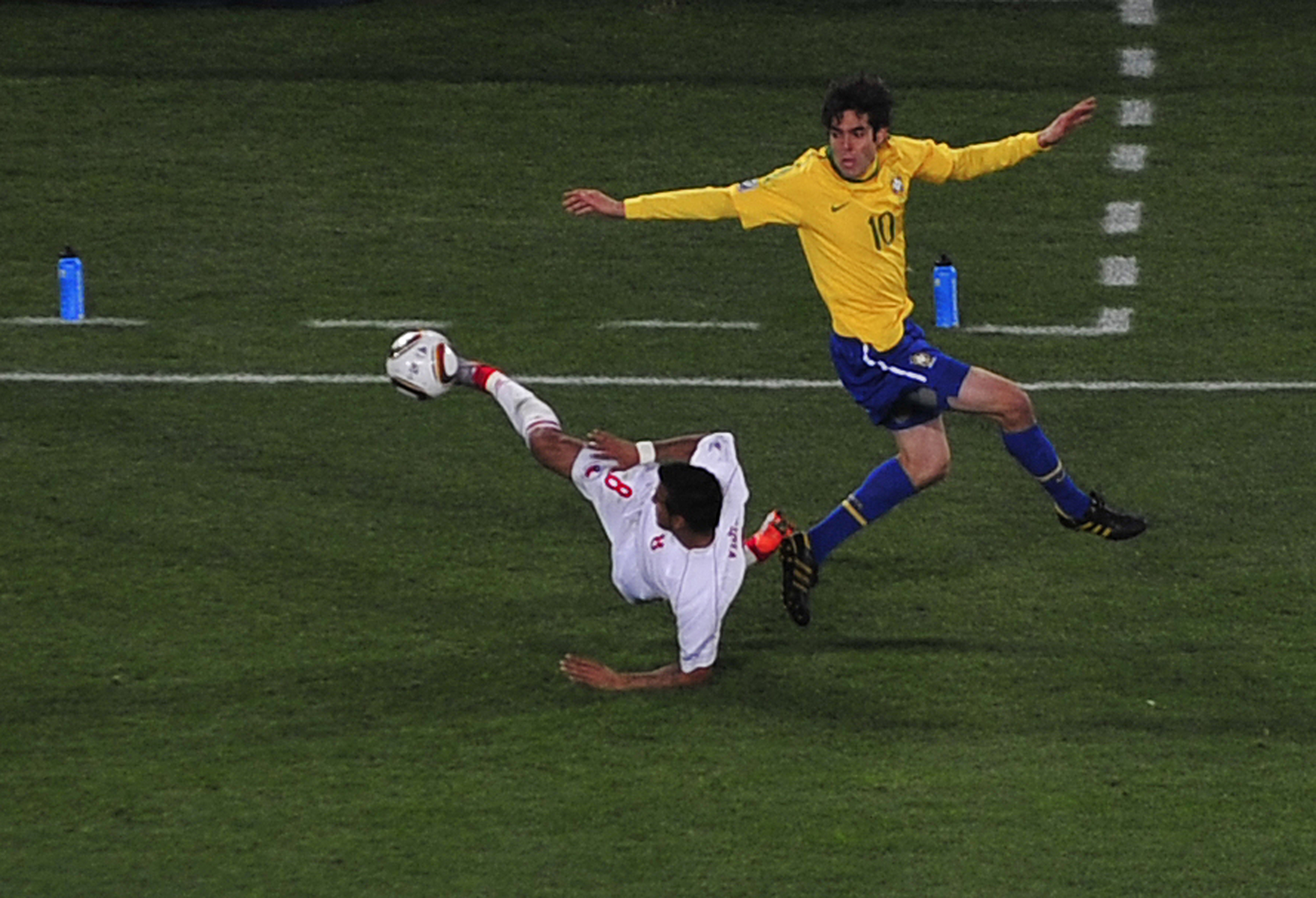
在2010年世界杯上，阿图罗·比达尔通過鏟球從卡卡腳下奪取球權

鏟球是足球比賽中一種搶球動作，是指一方球員在另一方球員持球時下地並伸出一條腿把球从对方球员身下踢走，另一條腿彎曲放在臀部下方。鏟球時容易踢倒對方球員，因而這一動作往往会引起争议。球员踢到球但未踢到人不犯规，踢到球同时踢到人罚直接任意球，未踢到球且未踢到人不犯规，未踢到球且踢到人或有明显针对对方球员罚黃牌或紅牌。

## 常见的犯规
鏟球本身并不属于犯规行为，但是在鏟球过程中容易出現犯规。防守方在罰球區外附近鏟球時故意踢向對方球員或試圖絆倒對方球員則會被判罰直接任意球，如果是在罰球區內出現上述犯規動作則直接被判點球。所以對於後衛來說，由于鏟球時容易鏟到人並造成犯規，所以鏟球通常是萬不得已才會使用。